# إليزابيث كين
إليزابيث كين (بالإنجليزية: Elizabeth Cain)‏ هي متزلجة فنية أسترالية، ولدت في 29 ديسمبر 1962 في سيدني في أستراليا.

## وصلات خارجية
- إليزابيث كين على موقع أوليمبيديا (الإنجليزية)
- إليزابيث كين على موقع اللجنة الأولمبية الأسترالية (الإنجليزية)